# DR řada T 18.10
Lokomotivy řady T 18.10 DR byly německé rychlíkové parní lokomotivy poháněné parní turbínou. Dvě lokomotivy této řady byly vyrobeny v letech 1923 a 1926 za účelem vyzkoušení využitelnosti turbíny jako samostatné hnací jednotky. Přitom se očekávalo zvýšení účinnosti pohonu, rozjezd s konstantní tažnou silou (na rozdíl od parního stroje) a snížení namáhání koleje odstraněním oscilujících hmot.

## T 18 1001
T 18 1001 byla dokončena v roce 1924 ve firmě Krupp. Šestistupňová turbína typu Krupp-Zoelly byla umístěna příčně k podélné ose lokomotivy nad předním podvozkem. Kroutící moment byl přenášen ozubeným převodem na jalový hřídel a odtud spojnicemi na spřažená dvojkolí. Pro jízdu vzad byla lokomotiva vybavena menší, třístupňovou turbínou. Při zkušebních jízdách se skutečně prokázaly významné úspory provozních hmot proti klasické parní lokomotivě.
Po ukončení zkoušek byla lokomotiva rekonstruována. Na místo turbíny pro jízdu vzad byla dosazena turbína pro posun, směr jízdy se u této turbíny měnil mechanicky změnou převodu. Lokomotiva byla v provozu ve výtopně v Hammu až do roku 1940, kdy padla za oběť bombardování. Po celou dobu provozu byla spojena s kondenzačním tendrem typu 2'2' T 19,5.

## T 18 1002
T 18 1002 byla dokončena roku 1926 ve firmě Maffei. Jednalo se o zcela novou konstrukci. Ljungströmova turbína byla umístěna podobně jako u starší lokomotivy a přes dvojitou předlohu poháněla jalový hřídel. Turbína sloužila k pohonu pro oba směry. Po obou stranách kotle byly pod ochozy umístěny kondenzátory. V protikladu ke starší lokomotivě zde nebylo dosaženo žádných významných úspor. Lokomotiva byla využívána velmi zřídka v rychlíkové službě až do roku 1943, kdy byla poškozena bombardováním a vyřazena. Její kotel byl posazen na pojezd lokomotivy řady 52 a sloužil až do roku 1964 v dílnách Ingolstadt a Mnichov ke zkouškám pojistných ventilů parních kotlů.
Lokomotiva jezdila spojena s kondenzačním tendrem typu 2'2' T 24.